# Pseudoeurycea maxima
La salamandra geganta de Putla (Pseudoeurycea maxima) és una espècie d'amfibi urodel (salamandres) de la família Plethodontidae. És endèmica de Mèxic.
Els seus hàbitats naturals inclouen montans humits, plantacions, jardins rurals i zones prèviament boscoses ara degradades.